# 德金資源
德金資源集團有限公司，簡稱德金資源集團，以及德金資源（英語：Dejin Resources Group Company Limited，前上市編號1163.HK），在2010年10月14日，由瑩輝集團有限公司更名而來。
現時由張偉賢（董事長及首席執行官）主理，現時業務除了在中國內地經營金礦開採業務、木材業務外，還經營設計、製造及銷售照明產品等，總部位於香港灣仔港灣道30號新鴻基中心26樓2601-04, 38-40室。
而主要資產包括位於河北省7個金礦（也就是龍鳳金礦、馬柵子金礦、青龍地區、七道河鄉金礦、紫金金礦、赤龍金礦、響水溝金礦，以及大營子金礦）、山東省2個金礦（也就是蘇家口金礦，以及下潘格莊金礦）、照明（瑩輝照明有限公司），以及林業（活動場地在廣東省北部）。
2017年10月27日，德金資源被取消上市地位。

## 連結
- DejinResources.com